# Букачівці
Букачі́вці — селище, адміністративний центр Букачівської селищної громади, Івано-Франківського району, Івано-Франківської області.

## Герб
У лазуровому щиті зі срібного півмісяця з людським обличчям виникає Діва Марія в золотому сяйві, із золотим німбом, у червоному одязі та лазуровій накидці, що тримає на руках немовля Ісуса.

## Географія
Розташоване на лівому березі Дністра, за 51 км від Івано-Франківська. Залізнична станція на лінії Львів-Чернівці. До складу Букачівської СТГ входять наступні села : Букачівська Слобода, Витань, Посвірж, Козари, Колоколин, Чагрів, Чернів, Вишнів, Зруб, Журавенко, Луковець-Вишнівський та Луковець-Журівський. Букачівецький протопресвітеріат УГКЦ охоплює 21 парафію.

## [3]Історія
Походження назви Букачівці ( версії )
Давні дністровські порти знаходилися у Тенетниках, де Свірж впадає у Дністер, на протилежному високому березі Дністра - Цвітовій та Букачівцях. Порт Букачівці серед них мав особливий статус. Ще в середині XVII ст. поселення Букачівці не було. На його місці Боплан зобразив обнесений оборонною стіною град і написав, що він в ті часи називався КАЧОВЦЕ (KACHOWCE). Місто стояло на обох берегах Свіржа і тягнулося на східний пагорб. Тут були міський ринок та житла для знаті, володаря града, його охорони та іменитих гостей. На виданих у ХІХ ст. польських мапах від русла Свіржа і до яру, який ріже місцевість східніше пагорба, зображений топоніМ СТІНКА (SCIANKA). А це свідчить, що колись тут стояла оборонна стіна града.
Місто Качовці служило сховищем для торговців та мандрівників, які під час тривалих повеней та льодоходів на Дністрі човнами та шлюпами запливали у град та ховалися від негоди.Тут торговцям та мандрівникам було затишно і спокійно. Щоби грабіжники та розбійники в нічний час не проникали у місто, на берегах Свіржа, де він затікав в Качовці та витікав з них, городяни збудували ворота. Їх галли називали БУКА (BOUCAU) - ВОРОТА ПОРТУ. Отже, давні галичани чітко розрізняли місцевості БУКА, де стояли воротила, та місцевість, у якій стояв град, КАЧОВЦІ.
Назва КАЧОВЦІ складається з давньогалльських слів КАЧЕ (САСНЕ) - ЗАТИШНА МІСЦИНА та ВІЦІ (VOICI) - ТУТ. З плином віків оборонні стіни галицьких градів з різних причин руйнувалися або свідомо зносилися ворогами краю. Їх плюндрували татари і турки.
Населення Качовців зменшувалося. Люди селилися на лівому березі Свіржа в околицях древніх річкових воріт БУКА та околиці КАЧОВЦІ, яка простягалася між воротами. Оскільки назви БУКА і КАЧОВЦІв памʼяті народу збереглися, то в наступні віки містечко назвали БУКАЧОВЦІ. Під такою назвою воно зображене на мапі другої половини XIX століття. Як бачимо, історія утворення назв деяких поселень дуже несподівана і карколомна.
Перша згадка в письмових джерелах про Букачівці датується у 1438 роком. Ян Кола «Старший» (іноді зветься «Колюшко», підписувався «з Далеєва, Гринівців, Жовтанців»), галицький підкоморій 1455 р., (?—1472) гербу Юноша 1469 року під час ревізії королівщин пред'явив багато привілеїв з наданнями та записами сум, зокрема, 200 гривень від Короля Людовика на Букачівцях, Козарах, Вишневі, Молодинчому (Młodzieńce).
12 березня 1510 року дідичі села Букачівці Станіслав та Вільбранд отримали від короля Сигізмунда Старого привілей на заснування однойменного містечка з магдебурзьким правом. Торговий шлях Львів — Галич, що пролягав через місто, сприяв розвиткові торгівлі й ремесел. Можливо в цей час тут з'явилися і перші євреї. Станом на 1765 рік тут існував єврейський кагал, було 327 євреїв.
У травні 1745 року тут "гостювали" опришки.
З печаток другої половини XIX ст. відомий старовинний герб Букачівців: постать Пресвятої Діви Марії з немовлям Ісусом, яка виходить із хмари.
Під впливом першої російської революції жителі селища у 1906 році взяли участь в аграрному страйку.
Село було значно зруйноване під час Першої світової війни,
1 жовтня 1931 р. сільська гміна (самоврядна громада) Слобода Букачівська Рогатинського повіту Станиславівського воєводства ліквідована і її територію приєднано до сільської гміни Букачівці того ж повіту.
У 1939 році в селі проживало 3850 мешканців (1170 українців, 1030 поляків, 450 польських колоністів, 50 латинників, 860 євреїв). 
З грудня 1939 по 13 березня 1959 рік Букачівці — районний центр. З 1959 по 2020 рр. — центр Букачівської селищної ради, Рогатинського району, Іван-Франківської області.
Десь між літом 1941 р. і весною 1942 року в Букачівцях було створено єврейський житловий квартал. У квітні 1942 року євреї з навколишніх сіл, зокрема Васючин, Луковець, Чернів, Тенетники та інших, були переселені в Букачівці, після чого загальна кількість єврейського населення досягла 1303 осіб. В жовтні 1942 до села  додатково було переселено близько сотні євреїв з Бурштина, тому неєвреям було наказано звільнити одну вулицю, для їх розміщення. Більшість єврейського населення було депортовано до табору смерті в Белжець, але 255 було вбито в самому селі чи околицях. Загалом пережити німецьку окупацію вдалося близько 20 євреями.
29 березня 1944 року в цьому селі, угорські солдати розстріляли 18 українських селян тільки за те, що сімох їхніх товаришів по службі в цьому районі могли викрасти вояки УПА.
17 жовтня 1944 р. сотня «Ромка» здійснила наскок на райцентр.
Збереглася синагога, документи свідчать, що її збудовано близько 1727 року, перебудовано біля 1797 року. Після Другої світової війни її перебудували на цех пекарні. Біля неї розміщено міську лазню — колишня міква.

## Відомі люди
- проживає В. І. Котнюк — учасник громадянської війни в Іспанії.
- Єжи Каліновський — дідич, проживав тут у великопанській резиденції.[12]
- Джус Василь Богданович (1974—2019) — прапорщик Збройних сил України, учасник російсько-української війни.

### Уродженці
- Мазур Михайло Йосифович (нар. 4 травня 1955) — журналіст, письменник; заслужений журналіст України, секретар Івано-Франківської обласної організації НСЖУ[13]; автор фотовиставки «Букачівці — моя мала Батьківщина» та книги «Букачівці. Опільське містечко на берегах Свіржа», присвячених селу[14]